# Pavel Rychetský
Pavel Rychetský, né le 17 août 1943 à Prague, est un professeur des universités, avocat et homme politique tchèque, ancien membre du parti social-démocrate tchèque (ČSSD).

## Biographie

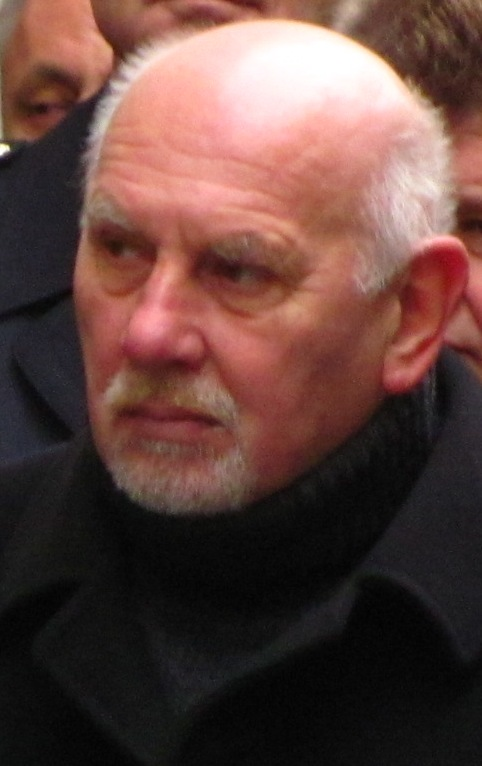
Pavel Rychetský en novembre 2001.

Il est le neveu de l'illustratrice Helena Zmatlíková.